# Ian Murdock
Ian Murdock (Costanza, 28 aprile 1973 – San Francisco, 28 dicembre 2015) è stato un informatico statunitense.
Fondatore di Debian, di APT Advanced Packaging Tool e della distribuzione commerciale Progeny Debian.

## Biografia
Nacque a Konstanz, nella Germania dell'Ovest: i suoi genitori si trovavano lì perché il padre stava cercando di ottenere una borsa di studio per un dottorato di ricerca in quello Stato. Nel 1975 la famiglia ritornò negli USA, Ian crebbe a Lafayette nello stato dell'Indiana, dove suo padre divenne professore presso la Purdue University. Si diplomò presso la Harrison High School nel 1991 e successivamente si iscrisse presso la stessa università per conseguire un bachelor's degree in computer science. Durante gli studi nel 1993 creò Debian e poco dopo nel 1994 scrisse il manifesto Debian. Scelse il nome Debian dalle prime tre lettere del suo nome e di quello della fidanzata Debra.  Diresse il Progetto Indiana, uno sforzo open source da parte di Sun Microsystems (ora Oracle Corporation) di produrre OpenSolaris, una distribuzione di tipo Unix sviluppata dalla comunità e basata su Sun Solaris.Nel 1996 ottenne il titolo e fondò la compagnia Progeny Linux Systems, chiusa il 1º maggio 2007; l'anno seguente divorziò dalla moglie.
Il 27 dicembre 2015 venne arrestato per violenza e resistenza a pubblico ufficiale e scarcerato dietro cauzione, e il giorno successivo è stato trovato morto a San Francisco, dove lavorava da circa un mese a Docker.

## Ipotesi ed indagini sul decesso
Gli ultimi suoi posts su twitter denunciano ripetute violenze e umiliazioni, anche sessuali, subite durante la detenzione e proseguite fin dopo il rilascio. Ad una prima intenzione di suicidio espressa sul social network, seguiva un'affermazione della volontà di combattere nel futuro contro l'abuso di potere esercitato dai dipartimenti di polizia americani. Gli accertamenti medici successivi hanno stabilito che si trattò di suicidio.